# Antinoria
Antinoria es un género de plantas herbáceas de la familia de las poáceas. Es originario de la región del Mediterráneo. Comprende 3 especies descritas y de estas, solo 2 aceptadas.

## Taxonomía
El género fue descrito por Filippo Parlatore y publicado en Flora Palermitana 1: 92. 1845. La especie tipo es: Antinoria agrostidea (DC.) Parl.

## Especies aceptadas
- Antinoria agrostidea (DC.) Parl.
- Antinoria herminii Welw.
- Antinoria insularis Parl.

Citología
El número cromosómico básico del género es x = 7, con números cromosómicos somáticos de 2n = 14, diploide.